# Comfamiliar de Nariño

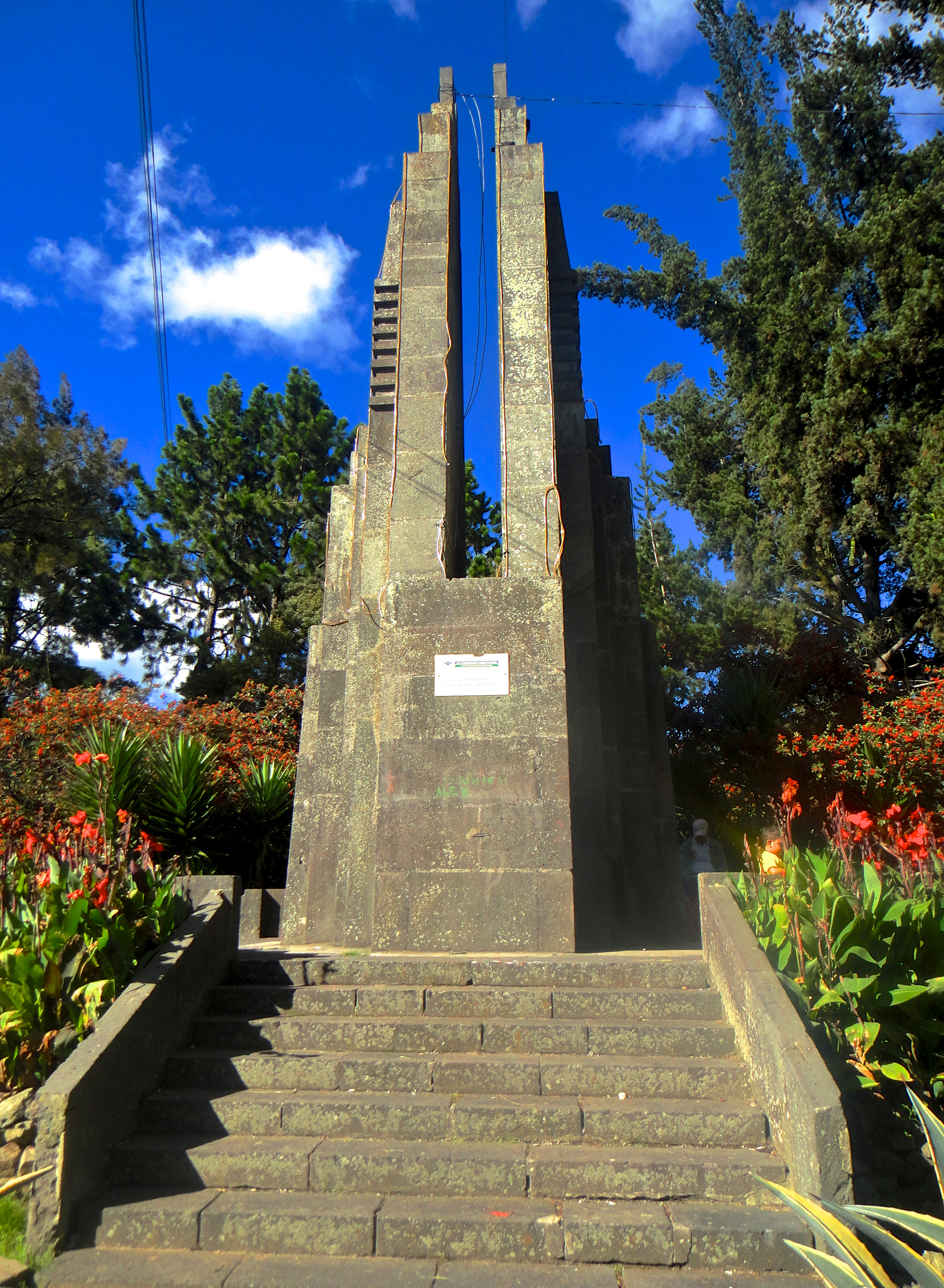
Monument im Parque Infantil von Pasto mit Comfamiliar-Logo auf der Plakette in der Mitte

Die Caja de Compensación Familiar de Nariño, bekannt als Comfamiliar de Nariño, ist die Familienausgleichskasse des Departements Nariño. Die Comfamiliar wurde von der Regierung des Departements Nariño durch Beschluss Nr. 619 vom 18. Oktober 1966 gegründet. Sie hat ihren Sitz in Pasto.
Die Comfamiliar de Nariño unterhält je eine Apotheke und ein Fitnessstudio in Pasto und Ipiales. In Pasto unterhält die Comfamiliar die Fachschule Instituto Técnico, die Schule Colegio Comfamiliar «siglo XXI», ein Reisebüro, Jugendbibliotheken und die Fahrbibliothek Bibliobus. Zudem unterhält die Comfamiliar folgende sechs Freizeitanlagen (Stand 2023):
- das Centro Recreacional Un Sol para Todos in Chachagüí mit Freibad, Kartbahn und einer Reitanlage.[7]
- das Centro Recreacional y Vacacional ‘Un Sol Para Todos del Sur’ in El Pedregal (Imués) mit Freibad.[8]
- das Centro Recreacional Chilví in Tumaco mit Freibad, Sportplätzen und Campingplatz.[9]
- den Parque Infantil im Stadtzentrum von Pasto mit Spiel- und Sportplätzen.[10]
- den Parque Chapalito im Süden von Pasto mit Fahrgeschäften und Sportplätzen.[11]
- den Parque Cañón del Juanambú in Buesaco und Berruecos mit Wanderwegen und Thermalquelle.[12]

Die Comfamiliar de Nariño leidet unter Budgetdefiziten.